# الغواريا
بلدية الغُوَير أو (نقحرة: الغوايرا) (بالكاتالانية: Alguaire) هي بلدية صغيرة تقع في قطلونيا في إسبانيا.

## السكان
| السنة      | 1900 | 1930 | 1950 | 1970 | 1986 | 2007 |
| ---------- | ---- | ---- | ---- | ---- | ---- | ---- |
| عدد السكان | 2346 | 2390 | 2565 | 2782 | n/a  | 3129 |

## وصلات خارجية
- Official website
- Information - Generalitat de Catalunya
- Statistical information - Institut d'Estadística de Catalunya